# Corte manoriale
Una corte manoriale (in inglese: manorial court) era la più bassa corte legislativa in Inghilterra durante il periodo feudale. Esse avevano giurisdizione civile limitata. Esse erano presiedute dal signore del maniero che aveva giurisdizione su quelle terre e si occupava principalmente di torti, contratti locali ed amministrazione della terra, con poteri che si estendevano unicamente entro i confini delle terre assegnategli per diritto feudale: il dominio propriamente detto ed anche le terre infeudate ad altri.
Ciascun maniero (inteso come organizzazione feudale) aveva proprie leggi promulgate in un documento chiamato custumal. I primi metodi di giudizio anglosassoni avvenivano per ordalia o compurgazione ma vennero modificati dai normanni in veri e propri giudizi con una giuria di 12 membri del posto, purché liberi. Questo tribunale era presieduto dal signore, coadiuvato dai propri consiglieri, mentre il parroco locale era presente e svolgeva le funzioni di cancelliere, trascrivendo i memoriali dei processi nei cosiddetti manorial rolls.
Gli storici hanno diviso le corti manoriali sulla base delle responsabilità feudali del singolo. Vi erano tre tipologie di corte manoriale:
- la corte d'onore
- la corte baronale
- la corte ordinaria (nota anche come halmote court)[1]

## La corte d'onore
La corte d'onore, nota anche come curia ducis ("corte del duca", da non confondere con l'omonimo significato in epoca romana) o curia militum ("corte del cavaliere"), era istituita presso i feudatari maggiori, in particolare per quanti svolgevano il servizio di cavalieri presso il re. A differenza degli altri due tipi di corti manoriali la sua giurisdizione poteva estendersi su più manieri. Essa di fatti svolgeva anche la funzione di suprema corte d'appello per le corti minori che ad essa si rivolgevano per la risoluzione dei casi più complessi.

## La corte baronale
Le principali occupazioni di una corte baronale erano la risoluzione delle dispute tra un signore locale ed i suoi lavoranti l'ammissione di nuovi lavoranti, la gestione dell'usucapione della terra per eredità o acquisto e questioni simili. Il giurista inglese Edward Coke ha descritto ampiamente le funzioni di questa corte nella sua opera The Compleate Copyholder (1644) definendola "la vera e propria colonna portante di un maniero importante su quelli più piccoli". La corte baronale era costituita dal signore del maniero, dai suoi consiglieri e da un gruppo di rappresentanti popolari come giuria.
La corte baronale si riuniva in genere ogni tre settimane anche se le sedute divennero sempre meno frequenti a partire dal XIV secolo e nel XV secolo addirittura si tenevano due sole volte all'anno. Quanti erano tenuti a presentarsi, solitamente venivano convocati dal pulpito alla domenica mattina durante la messa oppure più spesso veniva apposto un avviso sulla porta della chiesa, entro tre giorni dallo svolgimento del processo. Presentarsi al tribunale era un dovere di tipo feudale, e quanti non lo facevano venivano multati.
Dal XIII secolo iniziarono a comparire scritti come Le Court de Baron per iniziare a standardizzare e formalizzare i procedimenti presso le corti baronali, ma anche in risposta alla competizione innescatasi con la common law che erano amministrate su tutto il territorio nazionale dal monarca.

## La corte ordinaria
La corte ordinaria, o halmote court, era l'equivalente della corte baronale, ma specificatamente per i cittadini non liberi. Con il declino dell'uso delle corti baronali, la corte ordinaria divenne la tipologia predominante di corte manoriale e gradualmente fece scomparire la distinzione che la contraddistingueva per nell'occuparsi di cittadini non liberi.

## Casi particolari
In alcuni casi particolari il signore di un maniero poteva acquisire un'importante posizione al governo, o presso la corona, e pertanto poteva essere autorizzato dal monarca (o richiedere allo stesso) l'elevazione della propria corte locale a corte regia, col diritto quindi di giudicare anche le cause criminali e non più solo quelle ordinarie attinenti all'amministrazione del proprio feudo.